# 부루섬
부루섬(Buru)은 인도네시아의 말루쿠 제도에 있는 섬이다. 면적은 9,505 km2, 인구는 161,828 명(2010)이다.